# Contra: Shattered Soldier
Contra: Shattered Soldier, originalmente lançado no Japão como Shincontra (魂斗羅 魂斗羅 Shinkontora), é um jogo que faz parte da série Contra da Konami. Foi desenvolvido pelo Team Kijirushi, um grupo de membros da equipe da Konami Computer Entertainment Tokyo. O jogo marca um retorno ao estilo de jogo bidimensional empregado pela série antes de Contra: Legacy of War. Sendo uma sequência de Contra: Hard Corps, foi lançado para o PlayStation 2 em 2002 e para a PlayStation Network em 2012 para o Japão e 2013 para a América do Norte.

## Jogabilidade
Shattered Soldier retorna ao sistema de jogo clássico empregado pela série antes de Contra: Legacy of War. O jogo é jogado inteiramente em 2D a partir de uma perspectiva de visão lateral, mas com gráficos totalmente poligonais, embora alguns segmentos em que o jogador monta uma prancha de snowboard ou uma motocicleta sejam vistos de uma perspectiva frontal ou traseira. Os controles e habilidades são semelhantes aos apresentados em Contra III: The Alien Wars. Além de ser capaz de manter a mobilidade do personagem ainda enquanto mirar e atirar, o jogador também pode manter o alvo do personagem ainda em movimento (um recurso que foi introduzido em C: The Contra Adventure e portado retroativamente para o Game Boy Advance versão de Alien Wars).
A principal mudança em Shattered Soldier é a omissão de itens de power-up. Em vez disso, o jogador é equipado com uma das três armas permanentes que podem ser trocadas a qualquer momento. Cada arma tem um tiro automático padrão e uma carga alternativa para um total de seis tipos de tiros. Os tiros padrão são: uma metralhadora automática de fogo rápido (Heavy Machine Gun), um lança-chamas (Flame Whip) e um lançador de granadas (Diver Mines). As versões carregadas das mesmas armas são: a Vassoura Redonda, que lança uma "cápsula de arma" que dispara balas em múltiplas direções; o Tiro de Energia, um grande tiro que causa grandes danos; e uma barragem de mísseis teleguiados que traça o alvo mais próximo.
Como Contra: Hard Corps, Shattered Soldier tem múltiplos finais. No entanto, o final recebido agora depende do desempenho do jogador, e não do caminho tomado durante o decorrer de um jogo. O jogo introduz um sistema de "taxa de acerto" que mede a quantidade de inimigos destruídos como uma forma de métrica de desempenho. Cada alvo único em cada estágio, seja um inimigo real ou um objeto na área destruído, aumenta essa proporção. Uma alta taxa de acerto, juntamente com a minimização de vidas perdidas e continuadas, é essencial para receber as melhores terminações e, consequentemente, desbloquear recursos extras adicionais. O jogador pode repetir os estágios previamente concluídos para obter melhores notas antes de prosseguir para o quinto estágio (após esse ponto, o jogador deve jogar o restante dos estágios continuamente).

## Enredo
Em 2642 dC, a Terra continua marcada por conflitos alienígenas anteriores à medida que os problemas ambientais crescem além do controle da humanidade. 80% da população do planeta foi completamente devastada por uma grade de armas hipergenéticas com defeito durante o desenvolvimento. Bill Rizer, o herói das Guerras Alienígenas, foi responsabilizado pelo incidente, bem como por assassinar seu parceiro, Lance Bean, que supostamente tentou detê-lo. Ele foi condenado a 10.000 anos de prisão criogênica. 
No entanto, cinco anos depois, em 2647, a Terra enfrenta outra ameaça quando a organização terrorista "Blood Falcon", liderada por um comandante misterioso e sobre-humano, espalha o pânico sobre o mundo. O governo, conhecido como o "Triunvirato", decide libertar Bill Rizer antes de completar sua sentença, em vista de seus sucessos anteriores na defesa da Terra, na esperança de neutralizar o Falcão de Sangue. Lucia, um avançado soldado ciborgue construído pelo governo a partir da pesquisa do Dr. Geo Mandrake, é enviado para acompanhar e auxiliar os esforços de Bill. Bill finalmente descobre que Lance ainda está vivo e é, de fato, o comandante do próprio Blood Falcon.
Depois de derrotar Lance, é revelado que os alienígenas dos jogos anteriores atacaram porque o Triunvirato secretamente roubou uma misteriosa e poderosa "Relíquia" deles. Com essa informação, Bill e Lucia precisam enfrentar o Triunvirato e descobrir o segredo da Relíquia alienígena.

## Personagens
- Bill Rizer - O herói de Guerras Alienígenas e um dos protagonistas de jogos anteriores de Contra, Bill Rizer é trazido de volta de sua prisão criogênica, onde ele foi localizado desde que ele acidentalmente matou 80% da Terra.
- Lúcia aka Bionoid LCR - Uma super cibernética feminina e parceira de Bill Rizer desde que ela o libertou de sua prisão. Ela foi originalmente planejada pelo Dr. Geo Mandrake (de Contra: Hard Corps), mas ele foi incapaz de acabar com ela devido a sua morte, então Lucia foi desenvolvida mais tarde.
- Lance Bean - ex-parceiro de Bill e um dos protagonistas de jogos anteriores de Contra. Agora, ele se tornou o comandante da organização terrorista "Blood Falcon" e se fundiu com uma célula alienígena.
- Triunvirato - Três "centenas de anos de idade" homens que prolongaram suas vidas usando implantes cibernéticos, que também combinaram suas mentes. Eles são o alto governo da Terra em 2647. Seus nomes são Gaius, Nero e Commodus.
- Relíquia de Moirai - Força misteriosa que os invasores alienígenas tentavam recuperar.

## Desenvolvimento
Após o comissionamento da Appaloosa Interactive para o desenvolvimento de Contra: Legacy of War e C: The Contra Adventure, a Konami designou sua equipe interna da Konami Computer Entertainment Tokyo para trabalhar na próxima parte da franquia. Nobuya Nakazato (diretor de Alien Wars e Hard Corps) estava encarregado da direção, design e cenário do jogo. Alguns anos antes do anúncio do Shattered Soldier, a Konami tinha planos para um Nintendo 64 na série intitulada Contra Spirits 64, que teria sido tratada pela Konami Computer Entertainment Osaka, mas esses planos foram abortados. Nobuya Nakazato se espirou no seus jogos Alien Wars e Hard Corps onde grande parte dos inimigos no jogo é, versões com gráficos e jogabilidade melhorada, dos seus jogos anteriores.